# Tara Webb
Tara Webb ist eine australische Tontechnikerin. 

## Leben
Tara Webb wuchs in einer musikalischen Familie auf. In der High School interessierte sie sich für das Filmemachen und arbeitete mit ihren Freunden mit einer Videokamera. An der Murdoch University studierte sie Film, wechselte aber dann an die Australian Film Television and Radio School (AFTRS), wo sie Tontechnik studierte. 2011 beendete sie ihre Ausbildung. Anschließend arbeitete sie als Sound Designer und Re-Recording Mixer.
Unter anderem war sie als Sound Designer an Filmen wie Paranoia – Riskantes Spiel (2013), Der Babadook (2014), I, Frankenstein (2014), Mad Max: Fury Road (2015) und Hacksaw Ridge – Die Entscheidung (2016) beteiligt. Für ihre Arbeit an The Power of the Dog (2021) erhielt sie zusammen mit Richard Flynn und Robert Mackenzie bei der Oscarverleihung 2022 eine Oscar-Nominierung für den Besten Ton. Damit wurde sie die erste Australierin, die eine Oscar-Nominierung in der Kategorie Ton erhielt.
Tara Webb gewann zweimal den AACTA Award in der Kategorie Sound: einmal 2016 für Hacksaw Ridge – Die Entscheidung und 2018 für Solange ich atme. Den ASSG Award der Australian Screen Sound Guild erhielt sie 13-mal.

## Filmografie (Auswahl)
- 2012: In der Haut von Venice (Being Venice)
- 2013: Spuren (Tracks)
- 2013: Paranoia – Riskantes Spiel (Paranoia)
- 2014: Der Babadook (The Babadook)
- 2014: I, Frankenstein
- 2015: Deadline Gallipoli (Miniserie)
- 2015: Backtrack
- 2015: Goldstone
- 2015: Mad Max: Fury Road
- 2015: Der Moment der Wahrheit (Truth)
- 2016: Hacksaw Ridge – Die Entscheidung (Hacksaw Ridge)
- 2017: Solange ich atme (Breath)
- 2018: The Nightingale – Schrei nach Rache (The Nightingale)
- 2018: Peter Hase (Peter Rabbit)
- 2019: The King
- 2019: I Am Woman
- 2020: Firestarter
- 2021: The Power of the Dog
- 2021: River
- 2021: Mortal Kombat

## Preise und Auszeichnungen

### Academy Awards
- 2022: Bester Ton (Nominierung für The Power of the Dog)

### Australian Academy of Cinema and Television Arts (AACTA) Awards
- 2016: Bester Ton (für Hacksaw Ridge – Die Entscheidung)
- 2018: Bester Ton (für Solange ich atme)
- 2019: Bester Ton (Nominierungen für The Nightingale und The King)
- 2020: Bester Ton in einem Dokumentarfilm (Nominierung für Firestarter) und bester Ton (Nominierung für I Am Woman)
- 2022: Bester Ton in einem Dokumentarfilm (River)

### Australian Screen Sound Guild
- 2015: Bester Ton in einem Fernsehspielfilm für Deadline Gallipoli
- 2016: Bester Filmsoundtrack (Nominierung) für Backtrack, Truth und Goldstone
- 2017: Bestes Sound Design, Bester Filmsoundtrack und Mitgliederpreis für Hacksaw Ridge – Die Entscheidung
- 2018: Bester Tonschnitt für Peter Hase
- 2020: Bester Soundtrack und Bester Tonschnitt für The King
- 2021: Bester Tonschnitt für Mortal Kombat

### Golden Reel Award (Motion Picture Sound Editors)
- 2017: Best Sound Editing – Sound Effects and Foley in a Feature Film für Hacksaw Ridge – Die Entscheidung
- 2019: Outstanding Achievement in Sound Editing – Sound Effects, Foley, Dialogue and ADR for Animated Feature Film für Peter Hase (Nominierung)

### Satellite Awards
- 2022: Bester Tonschnitt für The Power of the Dog (Nominierung)